# اعتصام المعارضة اللبنانية

خيم الاعتصام

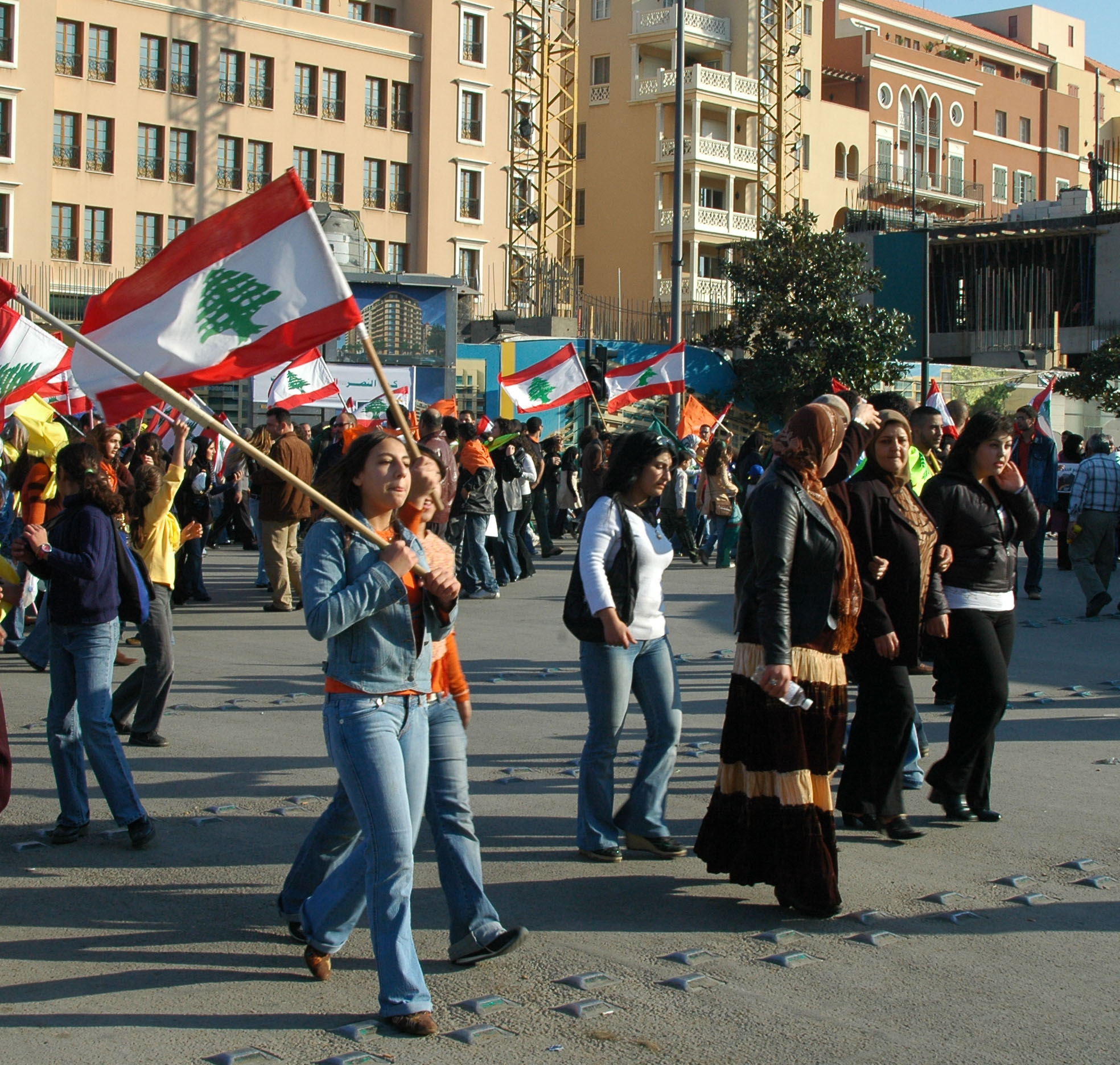
صورة من الاحتجاجات اللبنانية 2006

احتجاجات المعارضة اللبنانية 2006–2008 هي حركة احتجاجية ومحاولة ضغط لإقالة حكومة فؤاد السنيورة الأولى، قام بها تحالف المعارضة المؤلفة من حزب الله، حركة أمل، التيار الوطني الحر وتيار المردة بالإضافة لبعض التنظيمات المنضوية تحت رايتهم. وبدأ الاعتصام في 30 تشرين الأول 2006 بنصب أكثر من 600 خيمة حول مقر رئاسة الحكومة في وسط بيروت. تم فكّ الاعتصام مع نجاح اتفاق الدوحة في 21 أيار 2008 بعد 18 شهرًا على بدايته.
وكانت بداية الأزمة استقالة وزراء حزب الله وحركة أمل من حكومة السنيورة وكذلك فعل الوزير المحسوب على رئيس الجمهورية السابق بعد أن رفضت الأكثرية النيابية توسيع الحكومة لإعطاء المعارضة الثلث فيها، الذي وصفته الحكومة بالمعطل بينما وصفته المعارضة بالثلث الضامن. وبهذه الاستقالة خرج كل الوزراء الشيعة مما اعتبرته المعارضة خرقًا للدستور الذي يدعو للعيش المشترك. وعندما رفضت الحكومة استقالتهم، دعت المعارضة أنصارها إلى الاعتصام في وسط بيروت حتى استقالة الحكومة. أرفقت المعارضة اعتصامها بإضراب احتجاجي في يناير /كانون الثاني 2007 تحول إلى مواجهات في الشارع انتهت بتدخل الجيش وطلب كل طرف سحب أنصاره بعد أن برز خطر انفلات شامل. ومرد موقف المعارضة من عدم شرعية.

[انحياز].
وقد أدى الاعتصام إلى شلل تام في وسط بيروت ولاسيما منطقة الاعتصام والشوارع المحيطة ما أدى إلى إقفال عشرات المؤسسات التجارية وصرف موظفيها. وقدر مسؤولون وخبراء اقتصاديون، إجمالي الخسائر التي تكبدها قطاع التجارة في لبنان بسبب الاعتصام بنحو 10 ملايين دولار يومياً.